# Gwyneth Lewisová
Gwyneth Lewisová, nepřechýleně Gwyneth Lewis, (* 4. listopadu 1959 Cardiff) je velšská básnířka.

## Život
Narodila se do velšsky mluvící rodiny v Cardiffu, hlavním městě Walesu. Anglicky ji její otec začal učit ve dvou letech, kdy matka odešla do porodnice s další dcerou. Anglicky pak mluvila jen minimálně, což se změnilo až při nástupu na univerzitu. Nejprve docházela na školu Ysgol Gyfun Rhydfelen ve vesnici Pentre'r Eglwys a následně studovala na Girton College na Cambridgeské universitě. Později odjela do Spojených států amerických a studovala tvůrčí psaní na Kolumbijské a Harvardově universitě. Později se vrátila do Spojeného království a získala titul na Balliol College na Oxfordské universitě. Na počátku své kariéry pracovala tři roky jako novinářka v New Yorku. Brzy se vrátila do Walesu a začala pracovat jako televizní producentka pro BBC Wales. Roku 2005 získala ocenění Bardd Cenedlaethol Cymru; roku 2010 pak Cholmondeley Award.

## Dílo
- Llwybrau bywyd (1977)
- Ar y groesffordd (1978)
- Sonedau Redsa a Cherddi Eraill (1990)
- Parables and Faxes (1995)
- Cyfrif Un Ac Un yn Dri (1996)
- Zero Gravity (1998)
- Y Llofrudd Iaith (2000)
- Sunbathing in the Rain: A Cheerful Book on Depression (2002; česky Slunění v dešti: Veselá knížka o depresi.)
- Keeping Mum (2003)
- Two in a Boat: A Marital Voyage (2005)
- A Hospital Odyssey (2010)
- The Meat Tree (2010)
- Sparrow Tree (2011)
- Y Storm (2012)